# Tramwaje w Le Mans

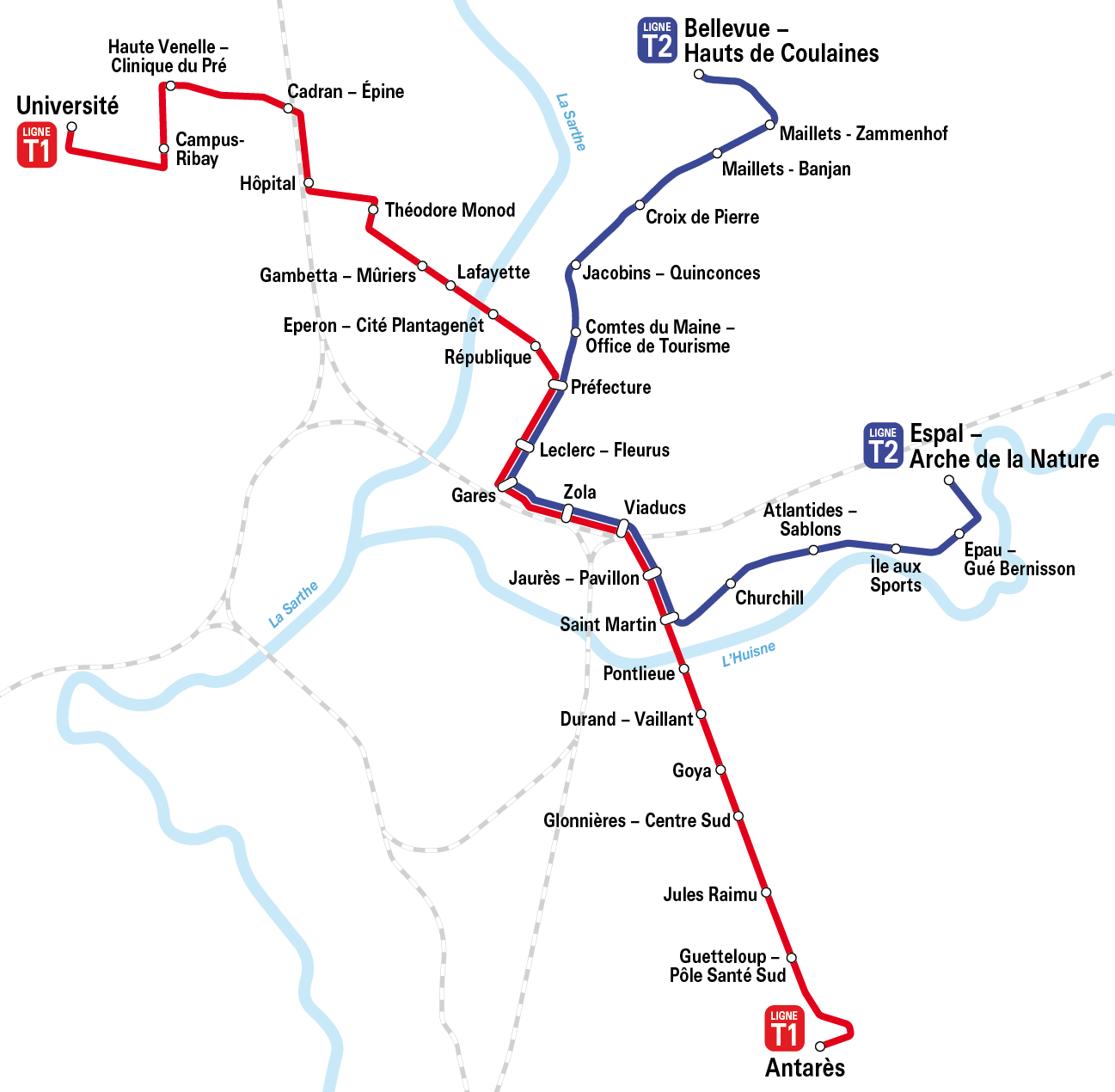
Schemat linii tramwajowych w Le Mans

Tramwaje w Le Mans − system komunikacji tramwajowej działający we francuskim mieście Le Mans. 

## Historia
Pierwsze tramwaje na ulice Le Mans wyjechały w 1896 na trzy trasy:
- 1: Gare – Maillets
- 2: Croix d’Or – Octroi de la rue de Paris
- 3: Hôpital – Pontlieue

W 1920 z powodu kryzysu zamknięto linię nr 2 Croix d'Or-Route de Paris i Grand Cimetière-République. Ostatni tramwaj do zajezdni przy ulicy Pasteur zjechał w 1947. 
Tramwaje na ulice Le Mans powróciły 17 listopada 2007, wówczas to otwarto liczącą 12,8 km trasę: Université – Saint-Martin – Antarès. 22 grudnia oddano do eksploatacji linię z Saint-Martin do Espal o długości 2,6 km. W planach jest budowa linii z Gares do Coulaines. 

## Tabor
Współczesny tabor tramwajowy składa się z 23 tramwajów Alstom Citadis 302. W styczniu 2007 dotarły pierwsze tramwaje. 